# Steuerrecht
Das Steuerrecht ist der Teil des Abgabenrechts, der die Steuern betrifft. Zum Steuerrecht im engeren Sinne werden alle Steuergesetze gerechnet – im weiteren Sinne zählen auch die Gesetze zur Steuerverwaltung und Finanzgerichtsbarkeit dazu. Rechtsnormen, die sich mit der Verteilung des Steueraufkommens befassen – in Deutschland sind dies Teile des Grundgesetzes, das Zerlegungsgesetz und das Finanzausgleichsgesetz –, zählt man dagegen nicht zum Steuerrecht.

## Nationales Steuerrecht
Siehe dazu die folgenden Artikel:
- Steuerrecht (EU)
- Steuerrecht (Bulgarien)
- Steuerrecht (Deutschland)
- Steuerrecht (Österreich)
- Steuerrecht (Russland)
- Steuerrecht (Schweiz)
- Steuerrecht (Slowakei)
- Steuerrecht (Ukraine)